# Гагарин, Максим Вячеславович
Максим Вячеславович Гагарин (1995, Балаково, Саратовская область, Россия) — российский подводник-ориентировщик. Мастер спорта России.

## Карьера
Максима Гагарина тренирует старший тренер-преподаватель отделения подводного спорта МАУ ДО «ДЮСШ ВВС» г. Балаково Алексей Сергин.
На Всероссийских соревнования по подводному спорту (ориентирование) среди юниоров до 22 лет, Кубке России, Первенстве и Чемпионате России, которые проходили в течение почти полутора месяцев в городах Щелково и Севастополь Максим Гагарин выиграл 4 золотых и 8 серебряных медалей и был включён в состав сборной России для участия в VII открытом европейском чемпионате среди юниоров по подводному ориентированию.
На молодёжном первенстве Европы победил в дисциплинах «Зоны» и «Звезда». Там же принял участие во взрослом чемпионате мира и завоевал бронзу в групповом упражнении.
Студент Балаковского филиала СГЮА.